# Radio Bremen
Radio Bremen és una empresa pública de ràdio i televisió amb seu a la ciutat estat de Bremen (Alemanya).
Fundat el 1945, aquest grup és el més petit dels deu que formen part de l'ARD, l'organització conjunta de radiodifusores públiques d'Alemanya. A més d'aportar continguts per l'ARD a nivell nacional, gestiona quatre emissores de ràdio (dos regionals i dos en col·laboració amb altres radiodifusores) i produeix els seus propis informatius per a televisió.

## Història
Radio Bremen va començar les seves transmissions a través de l'ona mitjana el 23 de desembre de 1945, mesos després del final de la Segona Guerra Mundial, per part de les tropes estatunidenques. Amb la creació de l'República Federal Alemanya el 1949 i la conseqüent sortida de les forces aliades, el control de Radio Bremen va ser transferit a les autoritats locals.
El 1950 Radio Bremen va ser una de les fundadores del consorci de radiodifusores ARD. Atès que Bremen és una ciutat estat enclavada al nord d'Alemanya, es troba envoltada per la zona de radiodifusió de la Norddeutscher Rundfunk (NDR) i molt prop de la de Westdeutscher Rundfunk (WDR), per la qual cosa és habitual que col·labori amb totes dues en la producció de programes. No obstant això, manté la seva independència amb dues ràdios pròpies i un bloc d'informació local en el canal de televisió NDR Fernsehen, les emissions de la qual van començar el 20 de setembre de 1965.
El 30 d'agost de 1998, Radio Bremen va iniciar una col·laboració amb WDR per a crear la ràdio Funkhaus Europa, dirigida a la població immigrant. I l'1 de novembre de 2001 es va posar en marxa Nordwestradio, una ràdio regional en comú amb la NDR de la qual Bremen és responsable de la seva producció tècnica.

## Serveis

### Ràdio

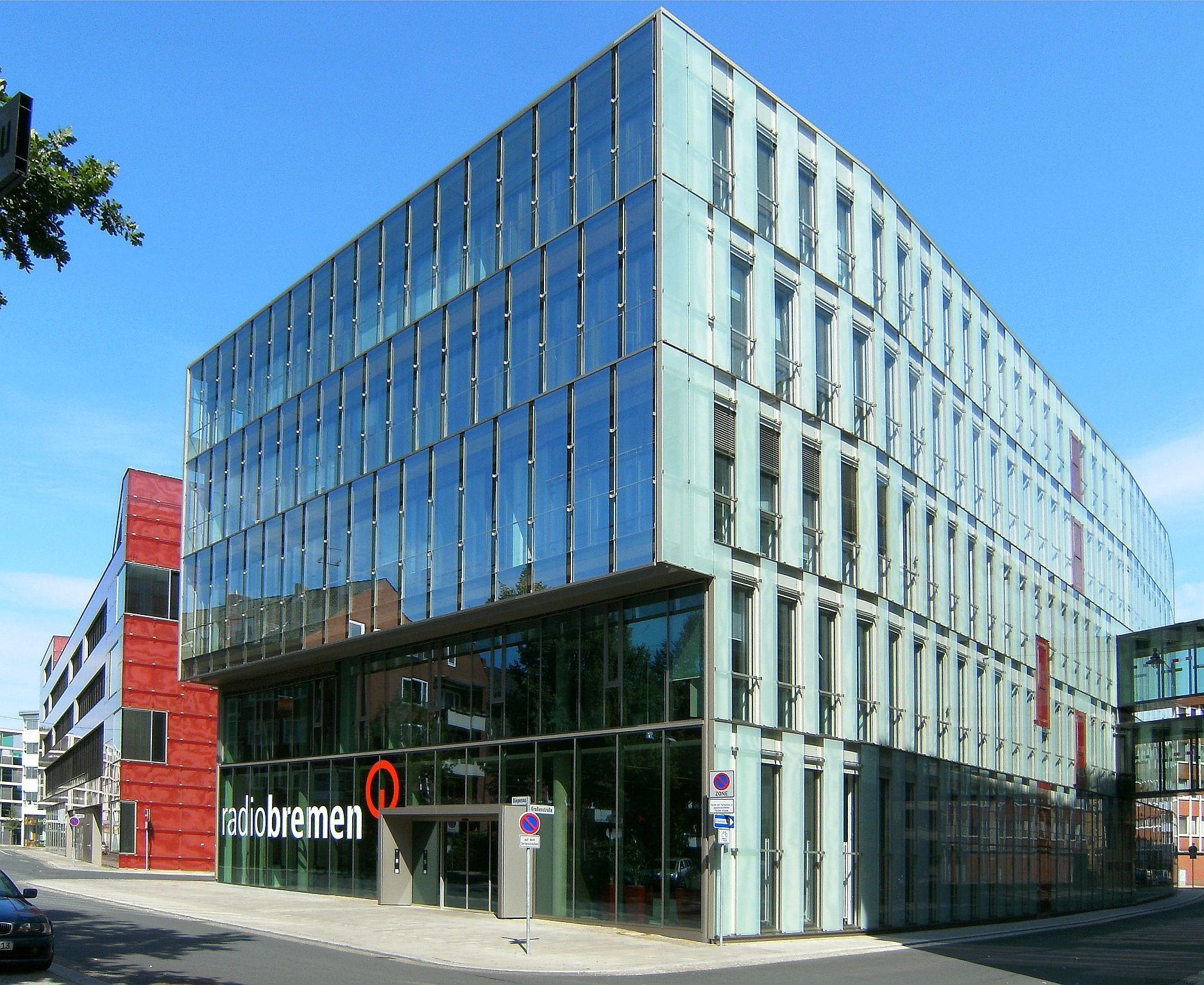
Seu central de Radio Bremen.

Les següents dues emissores de ràdio són exclusives de Ràdio Bremen:
- Bremen Eins: emissora generalista amb música contemporània, butlletins informatius i programes especials en el dialecte de Bremen (Bremen Platt).
- Bremen Zwei: ràdio cultural i informativa en col·laboració amb NDR. Ràdio Bremen assumeix la producció tècnica.
- Bremen Vier: radiofórmula musical de pop i rock dirigida al públic jove. Es va posar en marxa el 1 de desembre de 1986

A més, Ràdio Bremen participa en les següents emissores:
- Bremen Next: radiofórmula musical de rap i electrònica dirigida al públic jove.
- COSMO: radio dirigida a la població immigrant, en col·laboració amb WDR i RBB.
- NDR Info: radio d'informació contínua de NDR. Radio Bremen compta amb un bloc de desconnexió regional sota la marca RB5.

### Televisió
Radio Bremen produeix programes per a l'ARD en col·laboració amb altres radiodifusores, tant en el canal nacional (Das Erste) com en la resta de canals de la corporació (3sat, KiKA, Arte, Phoenix, ARD Digital).
A diferència d'altres membres de la ARD, Ràdio Bremen no té un canal propi de televisió regional. En el seu lloc, produeix les desconnexions regionals per a Bremen de la NDR Fernsehen (controlat per Norddeutscher Rundfunk) a través d'una marca pròpia, «rb-tv».